# Autobahn Police Simulator
 (août 2021).
Autobahn Police Simulator (Autobahn Polizei Simulator en allemand) est un jeu de simulation développé par le studio indépendant Z-Software et publié par Aerosoft GmbH sur Steam et l’App Store le 26 août 2015.

## Système de jeu
L’ensemble du jeu se déroule sur l’autoroute allemande appelée Autobahn. Le jeu prend en charge plusieurs vues, une vue à la 1re personne ainsi qu’une à la 3e personne.

## Gameplay
Autobahn Police Simulator comprend 40 missions. Le joueur a également la possibilité d’explorer le monde dans lequel il est à pied et d’ouvrir manuellement la porte du véhicule. Un cycle jour et nuit est disponible.
Le joueur peut utiliser le signe « follow me » pour signaler aux voitures de vous suivre. Il peut également sécurisé les lieux d'accidents, inspecter les chargements des camions ainsi que la vérification de drogue et d'alcool.

## Développement
Autobahn Police Simulator est développé par Z-Software et édité par Aerosoft GmbH,,, il est sorti le 26 août 2015 sur PC via le magasin en ligne Steam, et sur IOS via l'App Store.